# Titier
Die Titier (lateinisch Titii bzw. Titia gens) waren ein plebejisches römisches Geschlecht, das seit der späten Republik bekannt ist. Der Gentilname Titius leitet sich vom Vornamen Titus ab.
Bekannte Namensträger waren:
- Gaius Titius (Redner), römischer Ritter, Redner und Dichter, 2. Jahrhundert v. Chr.
- Gaius Titius (Meuterer), römischer Politiker und Meuterer im Bundesgenossenkrieg 89 v. Chr.
- Gaius Titius (Legat), römischer Legat im Jahr 43 v. Chr.
- Gaius Titius (Präfekt), römischer praefectus equitum im Jahr 133 n. Chr.
- Lucius Titius, Schwager des Lucius Munatius Plancus, 43 v. Chr. proskribiert;
- Lucius Epidius Titius Aquilinus, Konsul 125 n. Chr.
- Lucius Titius Optatus, antiker römischer Goldschmied
- Marcus Titius, Konsul 31 v. Chr.;
- Publius Titius, Volkstribun 43 v. Chr.;
- Sextus Titius (Volkstribun 462 v. Chr.), angeblicher römischer Volkstribun im Jahr 462 v. Chr.
- Sextus Titius (Volkstribun 99 v. Chr.), römischer Volkstribun 99 v. Chr.